# Microalgue
Taxons concernés
- Espèces :
  - Voir textemodifier

Le terme microalgue, parfois appelé microphyte, désigne les algues microscopiques.
Les microalgues sont consommées depuis des milliers d’années dans le monde. Par exemple, des traces de la consommation de diverses espèces de microalgues au Mexique du temps des Aztèques ont été retrouvées. L’Europe et les pays industrialisés utilisent des microalgues en tant que compléments alimentaires pour lutter contre la malnutrition ainsi que pour l’aquaculture .
Elles sont cultivées en milieu extérieur, dans des raceways, ou en milieu fermé, dans des photobioréacteurs.
Unicellulaires ou pluricellulaires indifférenciées, ce sont des micro-organismes généralement photosynthétiques eucaryotes ou procaryotes (cellules se distinguant respectivement par la présence ou l'absence d'un noyau et d'organelles).
Vivant dans les milieux fortement aqueux, elles peuvent posséder une mobilité flagellaire. Elles colonisent tous les biotopes exposés à la lumière. Leur culture monoclonale est réalisée dans des photobioréacteurs ou des fermenteurs industriels. Toutefois, la grande majorité des microalgues sont capables la nuit de se nourrir par osmotrophie et sont donc de fait mixotrophes.
Elles jouent un rôle important dans le cycle du carbone et de manière plus générale dans les cycles biogéochimiques des lacs et de l'océan.
La sensibilité de certaines microalgues à certains polluants (cuivre, hydrocarbures par exemple) peut leur donner une valeur de bioindicateur.
Certaines sont importantes dans les phénomènes de bioaccumulation et de bioconcentration dans le réseau trophique.

## Les microalgues eucaryotes
Les microalgues eucaryotes (organismes avec un noyau et des organelles) sont très diverses :
- Les Chlorophycées
  - Chlamydomonas
  - Closterium
  - Coelastrum
  - Dictyosphaerium
  - Dunaliella
  - Scenedesmus
  - Selenastrum
  - Pediastrum
  - Staurastrum
- Les Chrysophycées
  - Mallomonas
  - Dinobryon
  - Peridinium
  - Uroglena
- Les Coccolithophyceae
  - Emiliania huxleyi
  - Gephyrocapsa oceanica
  - Ochrosphaera neopolitana
  - Pleurochrysis carterae
- Les Diatomées
  - Phaeodactylum
  - Thalassiosira
  - Melosira
  - Asterionella
  - Cyclotella
  - Cymatopleura
  - Somphonema
  - Fragilaria
  - Stephanodiscus
  - Navicula
  - Skeletonema costatum
- Les Euglénophycées
  - Phacus
  - Trachelomonas
  - Ceratium
- Les Rhodophycées
  - Cyanidioschyzon
  - Cyanidium
  - Galdieria
  - Porphyridum
  - Rhodella
- Les Trebouxiophyceae
  - Chlorella

## Les microalgues procaryotes
Les microalgues procaryotes (organismes unicellullaires sans noyau, ni organelles) regroupent l'ensemble des cyanobactéries (anciennement appelées « algues bleues »).

## Microalgues et énergies renouvelables
On cherche à comprendre (avec la photobiologie) à valoriser la production d'hydrogène par des micro-algues. En les cultivant dans un milieu carencé en soufre (conditions faciles à réaliser en laboratoire) ou en phosphore, on engendre une production d'hydrogène, utilisable par exemple pour l'alimentation de piles à combustible.

La production de cet hydrogène vert à grande échelle pose pourtant problème : En réacteurs biologiques, les microalgues se multiplient rapidement, et en deviennent trop nombreuses, la culture devient opaque ne permettant qu'à la couche extérieure de capter assez de lumière pour réaliser la photosynthèse. Exposer une culture à beaucoup de lumière exige une grande surface ou des installations complexes et coûteuses. Extraire l'hydrogène de manière rentable est un autre défi à relever.
Il existe une grande diversité de microalgues, réparties sur toute la surface du globe, avec des métabolismes et des adaptations variés, ce qui pourrait en faire une future ressource d'énergie renouvelable, propre et sûre.

## Microalgues et biocarburants
Actuellement, le marché est régi par des biocarburants dits de première génération résultant de la culture de soja, de palme ou de maïs et autres céréales (biodiesel et bioéthanol). Leur mode de culture et leur impact sur les hausses des prix des céréales ainsi que leur menace sur la biodiversité a amené l’Union Européenne à s’engager sur le développement de biocarburants de seconde et troisième génération. La seconde génération se fonde sur l’utilisation de la biomasse ligno-cellulosique non utilisée pour l’agro-alimentation (feuilles, écorces, paille, etc.) ainsi que de la biomasse provenant de la culture de végétaux très productifs et peu exigeants (bambous...). Néanmoins, la réelle innovation vient surtout de la troisième génération de biocarburants.
La recherche se fonde sur les micro-algues du phytoplancton, notamment sur une collection de 300 espèces sélectionnées pour leur richesse en lipides, comprenant de nombreux groupes comme des Chlorophycées (Chlorella, Dunaliella, Parietochloris incisa), des Cyanophycées (Spirulina), des Diatomées (Amphora sp., Nitzchia sp., Chaetoceros sp.) ou encore des Chrysophycées. Ces espèces sont considérées comme étant des organismes extrêmement productifs (plus que les plantes terrestres), au taux de croissance rapide (doublement de la biomasse en une journée) et riches en huile (élément d’intérêt). L’ensemble de ces travaux est désormais publié librement sur le site Internet du National Renewable Energy Laboratory (NREL, 1998), et constitue un document de référence.
Du fait de leur taille réduite (0,4 mm) et de leur temps de reproduction (environ 3,5 h), elles ont un avantage certain sur les générations précédentes de biocarburants (selon Greg Mitchell de l’Institut Scripps d’océanographie, Université de Californie, San Diego - UCSD).  
La microalgue euglena est un exemple tangible de source de biocarburant à base de microalgue. En effet, en 2015, la société japonaise Euglena fournit quotidiennement un bus en biocarburant, composé à hauteur de 1% d'euglena. La société a aussi pour ambition de développer du biocarburant pour avion, et a annoncé vouloir l’utiliser à l’occasion des Jeux olympiques d'été de 2020, mais aucun avion n’a pour le moment volé avec du biocarburant produit par la société,.

## Microalgues et traitement des eaux usées
Les chercheurs Oswald et Golueke proposèrent en 1960 l’utilisation des microalgues dans le traitement des eaux usées, via la conversion de la biomasse en biogaz (méthane) par le processus de fermentation. Le principe a permis la remédiation biologique et la valorisation de biomasse de plusieurs lacs ayant subi une eutrophisation. Notamment au lac de Salton Sea en Californie, ce dernier souffre des rejets des différentes industries chimiques, avec relargage de milliers de tonnes d’azote, potassium ou encore phosphate. Pour combattre, l'idée fut de cultiver des microalgues capables de capter les nutriments inorganiques déversés par les industries au niveau des différents affluents du lac, dans le but d’assainir les populations de microalgues autochtones du lac. La biomasse résultante est ensuite valorisée en biocarburant ou biogaz.
Au-delà de leur rôle dans la production de biogaz, les microalgues ont démontré un potentiel considérable dans la bioremédiation des eaux usées contaminées par des polluants organiques émergents. Ces polluants, tels que les hydrocarbures issus de l'industrie pétrolière, les colorants textiles, les pesticides ou encore certains résidus pharmaceutiques, représentent une menace croissante pour les écosystèmes et la santé humaine. 
Les microalgues peuvent éliminer ces polluants par différents mécanismes :
- Bioadsorption : les polluants se fixent à la surface des microalgues, réduisant ainsi leur concentration dans l'eau.
- Bioaccumulation : les microalgues absorbent les polluants dans leurs cellules, les isolant ainsi du milieu environnant.
- Biodégradation : les microalgues transforment les polluants en substances moins toxiques, voire en éléments de base comme l'eau et le dioxyde de carbone.

L'utilisation des microalgues pour la bioremédiation des eaux usées présente de nombreux avantages. Elle est respectueuse de l'environnement, car elle utilise des processus naturels et réduit le recours aux produits chimiques. Elle est rentable car les microalgues peuvent se développer en utilisant directement les nutriments présents dans les eaux usées. Enfin, elle permet de valoriser la biomasse produite, qui peut être utilisée pour produire des biocarburants, des pigments, des compléments alimentaires ou encore de la nourriture pour animaux.

## Microalgues génétiquement modifiées
La majorité des recherches sur les microalgues ont pour objectif la production de biocarburant de 3e génération.
Les études actuelles montrent que, pour être compétitif vis-à-vis des énergies fossiles, il faudrait obtenir un rendement de production 3 fois supérieur à celui d'aujourd'hui. Pour cela, les entreprises s’intéressent de plus en plus à la modification des souches de microalgues afin, par exemple, d'en améliorer le rendement photosynthétique et la capacité à stocker les lipides.
Alors que depuis des siècles l'homme a adapté les espèces cultivées sur terre par sélection artificielle pour obtenir de meilleures récoltes, les microalgues sont encore quasiment vierges de toute modification anthropique. Cela est dû au fait que l'intérêt pour ces microorganismes est bien plus récent. Il existe donc un grand potentiel d'amélioration du rendement de production de molécules d'intérêt chez ces microalgues, qui pourrait être exploité rapidement par modification génétique.
Ainsi, des études portent sur la sécrétion de polysaccharides, de molécules antioxydantes, de lipides hautement insaturés, ou encore l’augmentation de la concentration de ces derniers dans les cellules grâce à des techniques de transgenèse. Ces molécules ont un fort intérêt biotechnologique dans l'industrie cosmétique, pharmaceutique ou de l'énergie.
Des contraintes limitent cependant la culture de microalgues génétiquement modifiées : il existe en effet un risque de dissémination de la souche modifiée dans l'environnement. Si les modifications effectuées donnent un avantage évolutif à la souche, cette dernière peut prendre le dessus sur les autres, transférer le gène intégré à d'autres espèces, créer des blooms et perturber la biodiversité.
Ce risque d’une dissémination dans la nature doit être pris en compte et des protocoles pour y parer doivent être mis en place. Pour cela, les cultures en photobioréacteurs fermés sont privilégiés et des brevets pour l’assemblage de gènes suicides, activés lorsque la cellule se retrouve dans un milieu naturel, sont d’ores et déjà déposés.
Enfin, les OGM sont très controversés en France, la majorité des individus sondés se sont déclarés méfiants à leur encontre, ce qui peut nuire à la viabilité économique d’un produit issu de microalgues génétiquement modifiées.

## Microalgues et production de protéines recombinantes
Les microalgues peuvent être utilisées pour produire des protéines recombinantes valorisées dans de nombreux domaines tels que l’industrie pharmaceutique, nutraceutique, cosmétique et de la santé animale. La synthèse de protéines recombinantes est réalisable par modification du génome nucléaire ou chloroplastique suivant le type de protéine souhaité.
L’utilisation du génome nucléaire permet d’accéder à toute la machinerie eucaryote. Celle-ci permet l’expression de transgènes de manière induite, le repliement de protéines complexes ainsi que des modifications post-traductionnelles telle que la glycosylation ou la formation de ponts disulfures, essentielles à l’activité biologique de certaines protéines eucaryotes.
A contrario, les chloroplastes permettent l’accès à une machinerie d’expression procaryote, ce qui inclut les ribosomes et les facteurs de traduction procaryote,. Cependant, à la différence des bactéries, les chloroplastes contiennent une gamme de protéines chaperonnes et d’isomérases qui interviennent dans le repliement de protéines complexes du système photosynthétique. Cet environnement biochimique permet l’expression d’une classe intéressante et potentiellement valorisable de protéines thérapeutiques, telle que les immunotoxines , (application anti-cancer et anti-virale) qui ne peuvent être exprimées facilement dans les systèmes traditionnels d’expression. En effet, dans un système d'expression eucaryote tel que les levures et les lignées cellulaires de mammifères, les toxines synthétisées ciblent la machinerie de traduction des protéines et inhibent par conséquent, la prolifération des cellules hôtes. La production des immunotoxines met en évidence une application unique du système chloroplastique car aucun autre système de production n’est actuellement capable d’exprimer ce type de protéine chimérique.
D’autre part, les systèmes procaryotiques comme Escherichia coli ne permettent pas le repliement correct de protéines complexes, tel que les anticorps, ce qui implique l’utilisation de systèmes ex-vivo coûteux pour obtenir une structuration tridimensionnelle adéquate permettant d’obtenir des protéines biologiquement actives.